# 못다한 사랑
《못다한 사랑》(An Almost Perfect Affair)은 미국에서 제작된 마이클 리치 감독의 1979년 영화이다. 키스 캐러딘 등이 주연으로 출연하였고 테리 카 등이 제작에 참여하였다.

## 출연

### 주연
- 키스 캐러딘
- 모니카 비티
- 라프 발로네

### 조연
- 크리스찬 드 시카
- 딕 안소니 윌리엄스
- 앙리 가르생
- 안나 마리아 호스포드

## 기타
- 의상: 타니네 오트레